# Corner Brook Senior Soccer League
De Corner Brook Senior Soccer League is een voetbalcompetitie voor clubs uit het westelijke deel van het Canadese eiland Newfoundland. De liga bestaat uit een aparte heren- en damescompetitie, die beide jaarlijks lopen van eind mei tot eind augustus.
De competitie valt zowel bij de heren als dames, net als andere lokale reeksen, te positioneren op het "tweede niveau" van het voetbal in de provincie Newfoundland en Labrador, ook al zijn de provinciale mannen- en vrouwencompetitie allebei gesloten competities.

## Ploegen
De Corner Brook Senior Men's Soccer League bestaat anno 2024 uit zes ploegen. Het betreft de Curling Rangers, Mustangs SC, Tactics FC en de West Side Monarchs uit Corner Brook, Clancy's FC uit Stephenville en Deer Lake FC uit Deer Lake.
De gelijknamige Women's Soccer League bestaat anno 2024 uit vijf ploegen. Het gaat om vier teams uit Corner Brook, met name de dameselftallen van de voornoemde Monarchs en Rangers, evenals de Veitchs en een U18-team, met daarnaast ook nog de Stephenville Renegades uit Stephenville. 
De teams uit Corner Brook, waaronder de Monarchs en Rangers, vallen allen onder de vleugels van de Corner Brook United Soccer Club.